# 葬場殿駅
葬場殿駅（そうじょうでんえき）は、1914年（大正3年）に東京府豊多摩郡渋谷町（現・東京都渋谷区）にあった院線山手線支線の鉄道駅（仮駅）である。正式名称は葬場殿仮停車場。 同年4月9日に崩御した昭憲皇太后を伏見桃山東陵へ埋葬するための霊柩列車専用の駅であり、代々木練兵場内に開設された。

## 沿革
- 1914年（大正3年）
  - 5月24日 - 原宿駅から分岐する山手線支線の駅として開業[2]。大正3年5月2日鉄道院達第428号によると、「大喪列車運転の為五月二十四、二十五両日間山手線原宿停車場より分岐し葬場殿の後方に至る側線の終端附近に開設す」[2]。
  - 5月25日 - 大喪儀が行われた後の午前2時に霊柩列車が出発[1]。続いて2時15分に第1供奉列車が、2時45分に第2供奉列車が発車[1]。17時に第1供奉列車が、17時30分に霊柩列車が桃山駅に到着[1]。
  - 5月26日 - 廃止[2]。斂葬の儀が行われる。

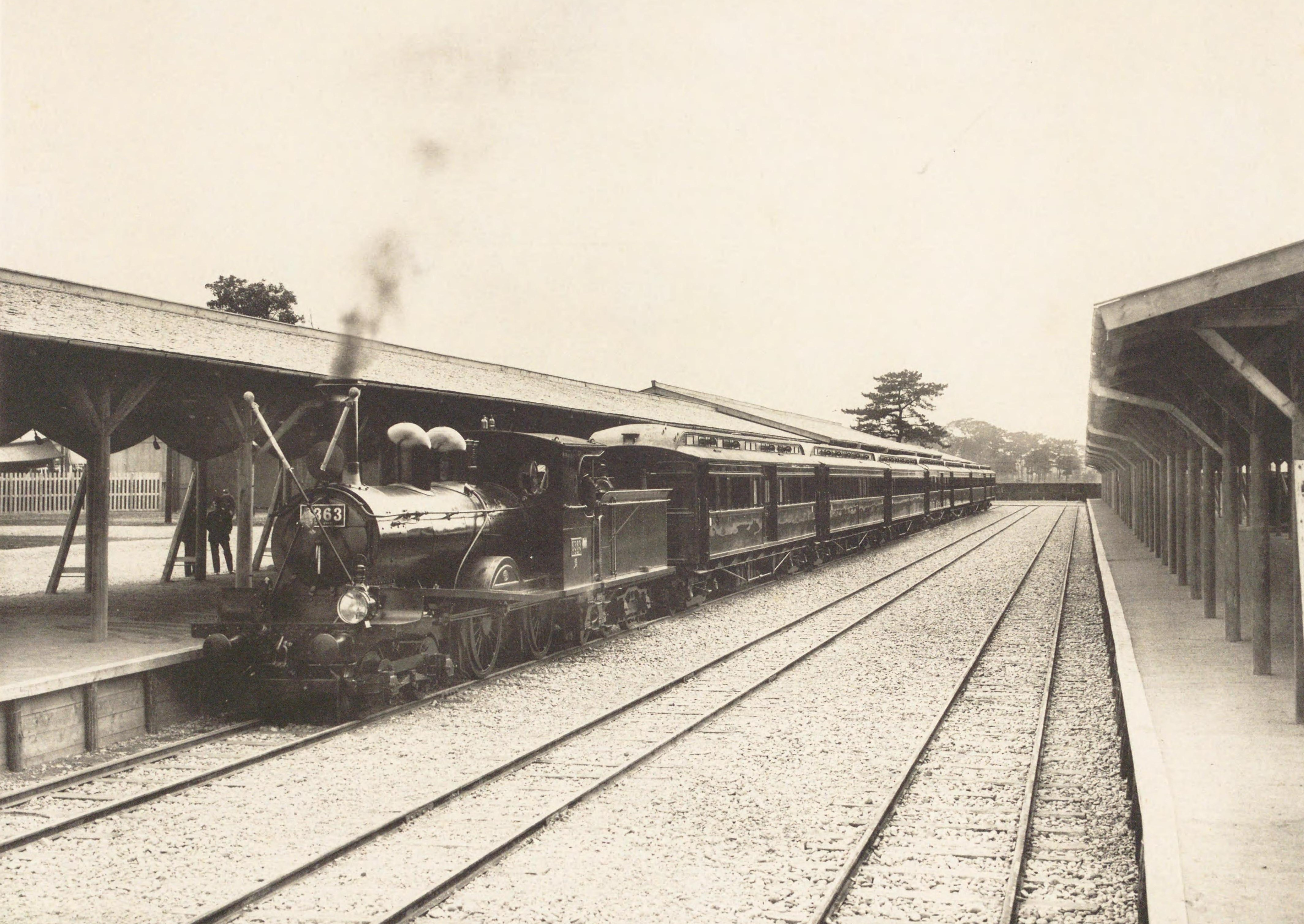
当駅に到着した霊柩列車
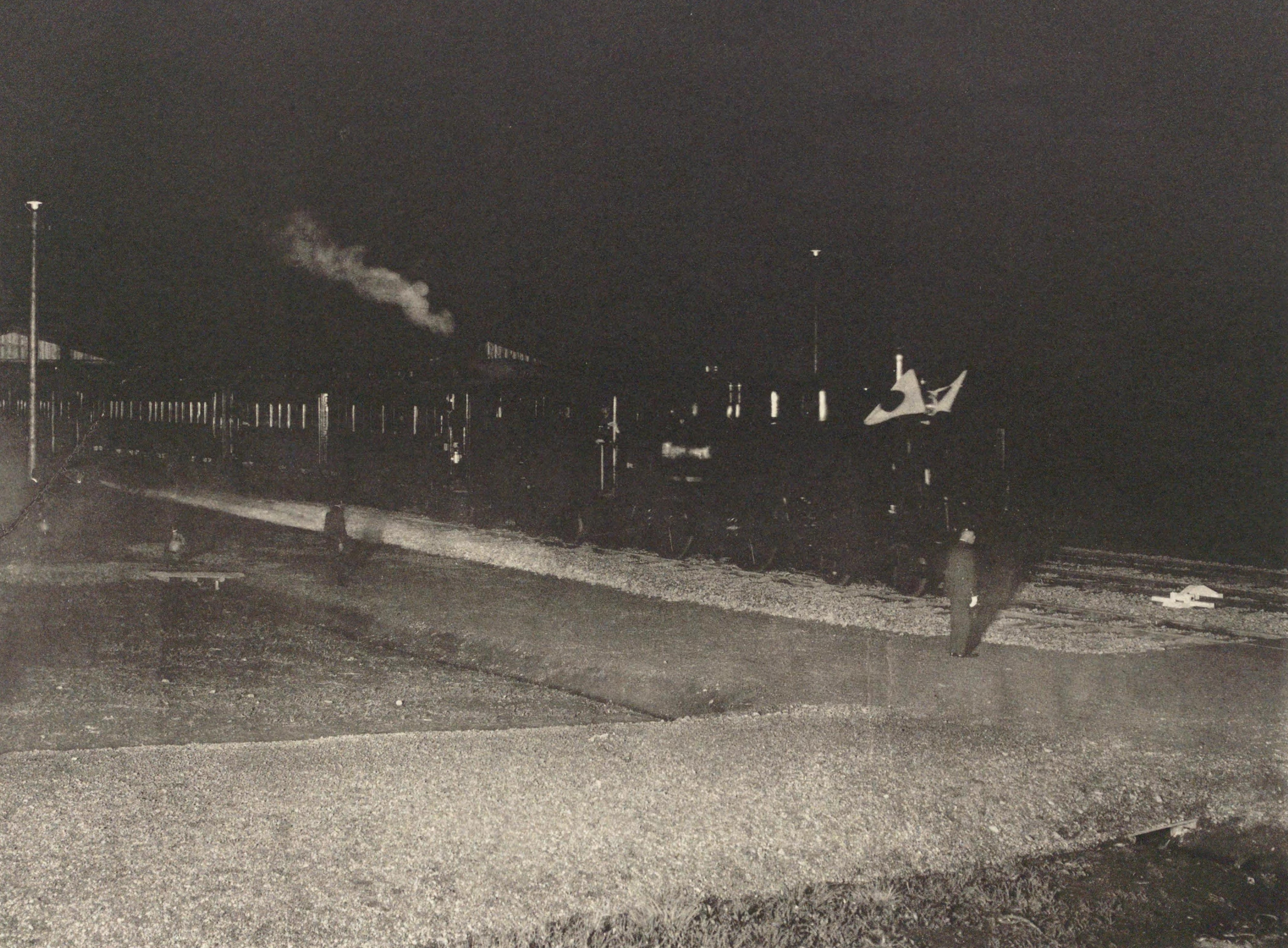
当駅より桃山駅に向け出発する霊柩列車
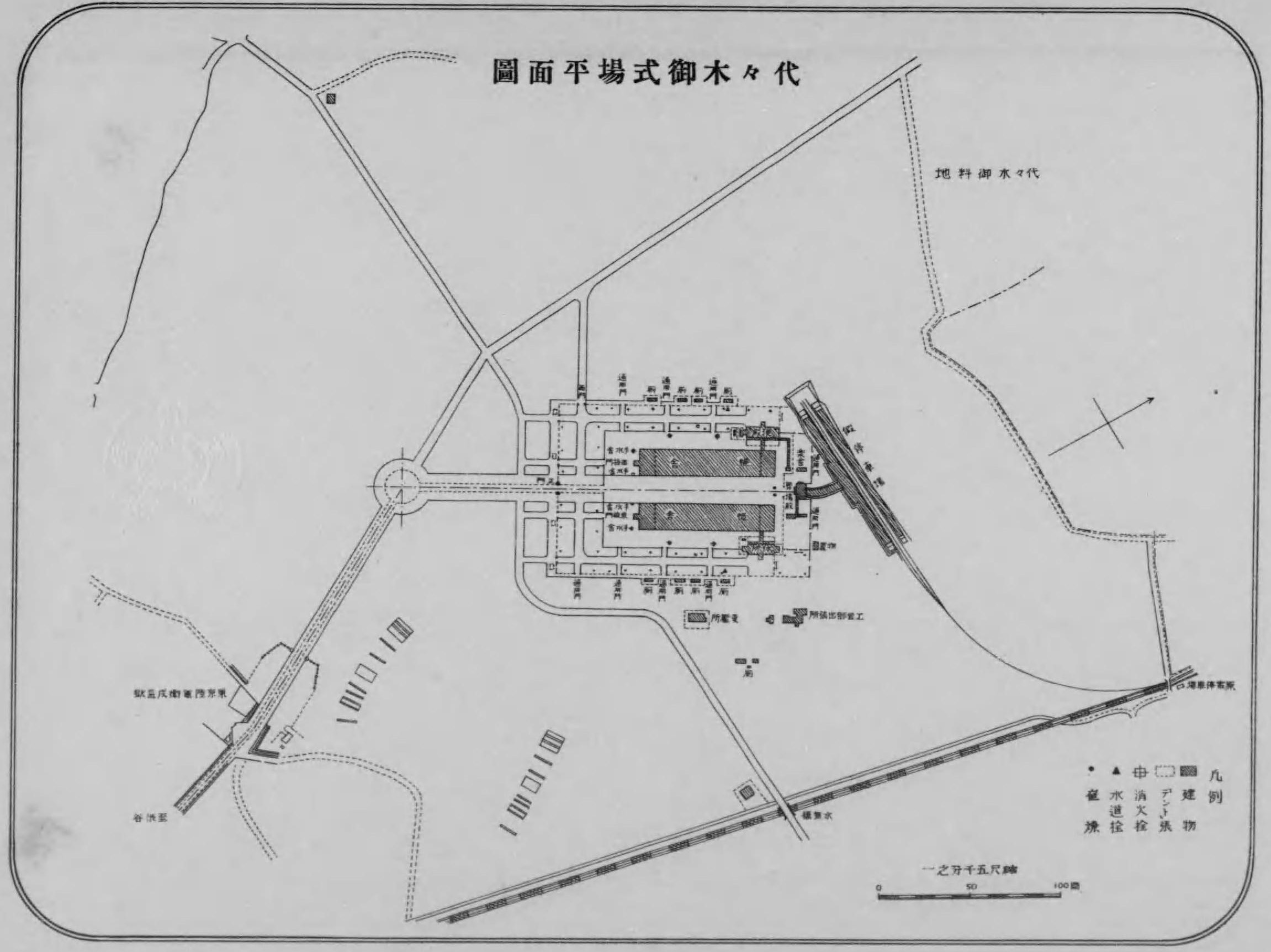
当駅と大喪儀式場の位置を示す図

## 脚註
1. 1 2 3 4 5  杉山淳一 (2017年2月4日). “鉄道トリビア 第391回 山手線に2日間だけ開設された旅客駅があった”. マイナビニュース. 2023年11月8日閲覧。
2. 1 2 3 4  石野哲『停車場変遷大事典　国鉄・JR編II』1998年10月、JTB、64頁